# Liste der Gerichte der Freien und Hansestadt Hamburg
Diese Liste dient der Aufnahme aller Gerichte in Trägerschaft der Freien und Hansestadt Hamburg.
|                             | Obere Landesgerichte                 | Untere Landesgerichte |
| Verfassungsgerichtsbarkeit  | Hamburgisches Verfassungsgericht     | |
| Ordentliche Gerichtsbarkeit | Hanseatisches Oberlandesgericht      | Landgericht Hamburg \| Amtsgerichte Altona \| Barmbek \| Bergedorf \| Blankenese \| Hamburg \| Harburg \| St. Georg \| Wandsbek |
| Arbeitsgerichtsbarkeit      | Landesarbeitsgericht Hamburg         | Arbeitsgericht Hamburg |
| Finanzgerichtsbarkeit       | Finanzgericht Hamburg                | |
| Sozialgerichtsbarkeit       | Landessozialgericht Hamburg          | Sozialgericht Hamburg |
| Verwaltungsgerichtsbarkeit  | Hamburgisches Oberverwaltungsgericht | Verwaltungsgericht Hamburg |